# Fernando Figueira
Fernando Jorge Simão dos Santos Figueira (?, 4 de fevereiro de 1919 — Recife, 1 de abril de 2003) foi um médico e professor brasileiro.
Teve sua vida inteira dedicada ao ensino, formando novos médicos e despertando a dedicação em cada um para a atenção às crianças. Dedicou-se também à pesquisa na área médico-social e à assistência aos mais carentes.
Foi Professor Visitante nos Estados Unidos, México e Paris. Através de concurso, assumiu a cátedra da disciplina de Pediatria da UFPE em 1960 e em seguida o cargo de Professor Titular da Faculdade de Ciências Médicas. Na área científica, publicou 6 livros e mais de 100 trabalhos.
Foi Secretário de Saúde de Pernambuco no governo de Eraldo Gueiros Leite.

## Instituições criadas
Criou diversas instituições para atender mães e crianças carentes e com outras finalidades, em Pernambuco e Alagoas, como:
- Instituto de Medicina Infantil de Pernambuco, hoje chamado de Instituto de Medicina Integral Professor Fernando Figueira (IMIP),
- Fundação de Saúde Amaury de Medeiros (FUSAM),
- Laboratório Central de Pernambuco (LACEN),
- Centro Integrado de Saúde Amaury de Medeiros (CISAM),
- Centro de Oncologia da Faculdade de Ciências Médicas (CEON),
- Academia Pernambucana de Medicina,
- Centro de Hematologia e Hemoterapia de Pernambuco (HEMOPE),
- Associação Pernambucana de Médicos Generalistas,
- Associação Brasileira de Reprodução e Nutrição em Saúde Materno-Infantil,
- Associação do Diabético Jovem,
- Associação Pernambucana de Apoio aos Portadores de Fibrose Cística,
- Fundação Alice Figueira de Apoio ao IMIP, (FAF)
- Clube de Xadrez para a comunidade de Quebrangulo,[1]
- Clube Cultural Recreativo Monte Castelo.[1]

## Prêmios
Ao longo de sua carreira acumulou diversos prêmios, a maioria de honra pelo reconhecimento de seu empenho em melhorar a saúde e qualidade de vida dos mais carentes. Faleceu no dia 1.º de abril de 2003, aos 84 anos, mas hoje para celebrar sua memória existe o "Prêmio Nacional Professor Fernando Figueira", que foi instituído pela Portaria MS/GM nº 728, de 14 de junho de 2003, para reconhecer os estabelecimentos hospitalares de saúde integrantes da rede SUS, com destaque ao atendimento pediátrico humanizado e estímulo ao aleitamento materno.

## Pensamentos
| “ | Conscientemente ou não, o homem somente se realiza plenamente quando se esquece de sua individualidade, se eleva e se projeta como parte integrante do imenso corpo social ao qual pertence. | ” |

| “ | Um poeta saberia descobrir, talvez, o mistério que dizem os olhos de uma mãe desprovida dos mínimos recursos para salvar o filho doente. Eu, neles, vejo, apenas, um grito de acusação. | ” |

| “ | Enquanto houver, em minha terra, uma criança ameaçada de perder o que ela tem de mais sagrado - a sua própria vida - haveis de encontrar em mim, um homem torturado. | ” |

| “ | Uma criança doente é um desafio. Para devolver-lhe a saúde ou suprir as deficiências de uma vida gerada na fome e no desespero dos que perderam a consciência do amanhã, é preciso saber utilizar a ciência pelos caminhos mais lúcidos que só o amor pode inspirar. | ” |

| “ | Há uma certeza em minha vida tão cheia de dúvidas e inquietações: a de que a força do mundo está na criança. | ” |

| “ | O exercício da medicina não deve se subordinar à crueza das leis econômicas. Deve ser regido pelas necessidades sociais de um povo em determinado momento histórico. | ” |

| “ | Para sentir o que se deve fazer por uma criança, basta acreditar no futuro. Nela estão todos os roteiros. | ” |

| “ | Não me perguntem o que tenho feito pela criança pobre da minha terra - e é quase tudo o que me é possível, - indaguem porque não faço mais. E eu vos responderei que realmente tenho feito pouco, dentro das perspectivas do que pretendo, e isso torna-se, para mim, um tormento diuturno. Ao perceber o abandono em que centenas ainda vivem, sinto que é preciso renovar, a cada instante, a doação de toda uma vida. | ” |

| “ | Não me rotulem, nem me classifiquem. Sou um homem arredio a todas as formas de qualificação. Digam que sou um visionário, na minha luta pela salvação da criança pobre da minha terra, e eu vos convidarei a percorrer comigo corredores de hospitais, sendas de mangues, orfanatos e presídios. Sei que daí, então, passareis a caminhar ao meu lado, despertados pelo silêncio dos que nada mais reivindicam, porque já perderam quase a ideia da sua condição de ser humano. | ” |

| “ | Em minha vida, a medicina tem sido sempre inquietação na luta contra as desigualdades sociais. Ao lado do saber, infelizmente limitado, procuramos cultivar a esperança e com ela, o sonho, a esperança, a grande impulsionadora na busca de melhores caminhos para a nossa estrutura social tão injusta e o sonho, numa linguagem lírica, arquitetura dos nossos ideais. | ” |

| “ | Um médico tem profunda responsabilidade sobre a vida dos que o procuram. Quando esse médico é um professor, a responsabilidade torna-se maior. Há de pensar no sentido do título de profissional da medicina que entrega ao seu discípulo. O grau de médico, proclamado no instante solene da formatura, deveria ser motivo para graves reflexões. Sem querer assumir posições estranhas, arriscaria dizer que nesse instante não deveria haver festas; não é fato para risos fáceis, mas para sérios e difíceis pensamentos. É dado, naquela hora, o direito de lidar através da ciência com a vida e a morte a quem quase sempre conhece pouco os complexos sistemas orgânicos do ser humano. A partir daquela data, o ex-aluno da escola médica passará a agir sozinho. Será ele e a sua consciência. | ” |